# پل کیم
کیم ته هیونگ (کره‌ای: 김태형؛ زادهٔ ۱۱ فوریه ۱۹۸۸) که بیشتر با نام پل کیم (انگلیسی: Paul Kim; کره‌ای: 폴킴) شناخته می‌شود، خواننده ترانه‌پرداز اهل کره جنوبی است. او در سال ۲۰۱۴ فعالیت خود را آغاز کرد و دو آلبوم چندآهنگه، دو آلبوم استودیویی، اولی در دو پارت: جاده (۲۰۱۷) و تونل (۲۰۱۸)، و دومی نیز در دو پارت: قلب، یک (۲۰۱۹) و قلب، دو (۲۰۲۰) منتشر کرد.